# ジョージ・ゲインズ
ジョージ・ゲインズ（George Gaynes, 1917年5月16日 - 2016年2月15日）は、フィンランド生まれのアメリカ合衆国の俳優である。

## 来歴
1917年、フィンランドのヘルシンキに生まれる。母親はアーティストで父親はオランダ人のビジネスマンだった。親戚にロシア系アメリカ人俳優のグレゴリー・ゲイがいる。1940年代に入り、アメリカへ渡って来た後にブロードウェイへのデビューを果たした。第二次世界大戦前には、イタリアとフランスにおいてオペラ劇にも出演。大戦中はオランダ海軍で一等航海士として従軍した。大戦後はアメリカでも上演している。舞台ではミュージカルからドラマまで幅広いジャンルにおいて役を演じ、ブロードウェイをはじめ、様々な舞台に立ち役者の地位を確立した。1950年代からはテレビドラマや映画などへも活躍の場を広げ、1970年代に入ると、シドニー・ポラック監督の『追憶』や、ダスティン・ホフマン、ビル・マーレイら出演の『トッツィー』、テレビドラマではピーター・フォーク主演の大ヒットドラマ『刑事コロンボ』などへも出演した。
特に日本でも知られるようになったのは1984年に製作されたスティーヴ・グッテンバーグ主演のコメディ『ポリス・アカデミー』。同作品において、多数の素人たちが詰めかける警察学校のマイペースな校長をユーモラスに演じている。1作目が大ヒットしたことから以後7作品製作されたが、ゲインズ自身も同役でシリーズのすべてに出演した。高齢であることも理由に2003年をもって事実上、俳優業を引退した。
2016年2月15日にアメリカ・ワシントン州のノースベンドにある自宅で死去。

### 私生活
1953年にカナダ系アメリカ人の女優兼ダンサーだったアリン・アン・マクレリーと結婚。2人の父親でもある。

## 出演作品

### 映画
- One Touch of Venus (1953) ※テレビ映画
- Les félins (1964)
- The Group (1966)
- Marooned (1969)
- Doctors' Wives (1971)
- 現代狼男の怪 The Boy Who Cried Werewolf (1973)
- Slaughter's Big Rip-Off (1973)
- 追憶 The Way We Were (1973)
- 恐怖と戦慄の美女　Trilogy of Terror (1975)
- Song of the Succubus (1975)
- 女性NO.1 Woman of the Year (1976) ※テレビ映画
- ニッケルオデオン Nickelodeon (1976)
- ニューヨーク一獲千金 Harry and Walter Go to New York (1976)
- The Girl in the Empty Grave (1977)
- アルタード・ステーツ/未知への挑戦 Altered States (1980)
- エビータ・ペロン Evita Peron (1981) ※テレビ映画
- スティーヴ・マーティンの四つ数えろ Dead Men Don't Wear Plaid (1982)
- トッツィー Tootsie (1982)
- I'm Going to Be Famous (1983)
- メル・ブルックスの大脱走 To Be or Not to Be (1983)
- ポリス・アカデミー Police Academy (1984)
- 天使がくれたクリスマス It Came Upon the Midnight Clear (1984) ※テレビ映画
- 結婚ダブルス/ ミッキー&モード Micki + Maude (1984)
- ポリスアカデミー2 全員出動! Police Academy 2: Their First Assignment (1985)
- ポリスアカデミー3 全員再訓練! Police Academy 3: Back in Training (1986)
- Un tassinaro a New York (1987)
- Ternosecco (1987)
- ポリスアカデミー4 市民パトロール Police Academy 4: Citizens on Patrol (1987)
- ポリスアカデミー5 マイアミ特別勤務 Police Academy 5: Assignment: Miami Beach (1988)
- ポリスアカデミー6 バトルロイヤル Police Academy 6: City Under Siege (1989)
- ザ・ファンタスティック・フォー The Fantastic Four (1994)
- ポリスアカデミー7 モスクワ大作戦! Police Academy: Mission to Moscow (1994)
- 42丁目のワーニャ Vanya on 42nd Street (1994)
- クルーシブル The Crucible (1996)
- ウワサの真相/ワグ・ザ・ドッグ Wag the Dog (1997)
- ジャスト・マリッジ Just Married (2003)

### テレビドラマ
- NBC Television Opera Theatre (1955)
- West Point (1956)
- The Defenders (1962)
- Hawaiian Eye (1962)
- シャイアン Cheyenne (1962)
- ヒッチコック劇場 The Alfred Hitchcock Hour  (1962)
- Empire (1963)
- ギャラント・メン The Gallant Men (1963)
- East Side/West Side (1963)
- ボナンザ Bonanza (1968)
- マニックス Mannix (1968)
- スパイ大作戦 Mission: Impossible (1968)
- ハワイ5-0 Hawaii Five-O (1970)
- Hogan's Heroes (1971)
- Search for Tomorrow (1971 - 1972)
- プローブ捜査指令 Search (1972)
- 刑事コロンボ Columbo (1972, 1973)
- The Six Million Dollar Man (1974)
- 探偵キャノン Cannon (1974)
- 署長マクミラン McMillan & Wife (1974)
- 警部マクロード McCloud (1975)
- シティ・オブ・エンジェルス City of Angels (1976)
- Baa Baa Black Sheep (1976)
- キャプテンたちと王様たち Captains and the Kings (1976)
- The Quest (1976)
- 刑事デルベッキオ Delvecchio (1976)
- リッチマン・プアマンⅡ Rich Man, Poor Man - Book II (1976 - 1977)
- 権力と陰謀／大統領の密室 Washington: Behind Closed Doors (1977)
- Carter Country (1977)
- Stockard Channing in Just Friends (1979)
- かっとび放送局WKRP WKRP in Cincinnati (1979)
- Dr.刑事クインシー Quincy M.E. (1979, 1982)
- Scruples (1980)
- General Hospital (1980)
- チアーズ Cheers (1983)
- ブルー・サンダー Blue Thunder (1984)
- ABC Afterschool Specials (1984)
- Punky Brewster (1984 - 1988)
- Punky Brewster (1985)
- マトロック Matlock (1987)
- 新・名犬ラッシー The New Lassie (1989)
- The Days and Nights of Molly Dodd (1989 - 1991)
- Hearts Afire (1992 - 1993)
- 恐竜家族 Dinosaurs (1992) ※声の出演
- シカゴ・ホープ Chicago Hope (1996)

## その他
- Stepmonster (1993) ※ビデオ作品
- かっとび放送局WKRP WKRP in Cincinnati (1982) ※監督